# Mark Wilson (calciatore)
Mark Wilson (Glasgow, 5 giugno 1984) è un allenatore di calcio ed ex calciatore scozzese, di ruolo terzino destro.

## Carriera

### Club
Ha iniziato la carriera nel 2000, vestendo per sei anni la maglia del Dundee United. Dopo aver collezionato 117 presenze e 8 reti con questa maglia, nel 2006 passa al Celtic.

### Nazionale
Ha vestito per 19 volte la maglia della Nazionale scozzese Under-21, e conta una presenza nella Nazionale maggiore nel 2011.

## Palmarès
- Coppa di Scozia: 1

Celtic: 2010-2011

## Statistiche

### Cronologia presenze e reti in nazionale
| Cronologia completa delle presenze e delle reti in nazionale ― Scozia | Cronologia completa delle presenze e delle reti in nazionale ― Scozia | Cronologia completa delle presenze e delle reti in nazionale ― Scozia | Cronologia completa delle presenze e delle reti in nazionale ― Scozia | Cronologia completa delle presenze e delle reti in nazionale ― Scozia | Cronologia completa delle presenze e delle reti in nazionale ― Scozia | Cronologia completa delle presenze e delle reti in nazionale ― Scozia | Cronologia completa delle presenze e delle reti in nazionale ― Scozia |
| Data                                                                  | Città                                                                 | In casa                                                               | Risultato                                                             | Ospiti                                                                | Competizione                                                          | Reti                                                                  | Note                                                                  |
| --------------------------------------------------------------------- | --------------------------------------------------------------------- | --------------------------------------------------------------------- | --------------------------------------------------------------------- | --------------------------------------------------------------------- | --------------------------------------------------------------------- | --------------------------------------------------------------------- | --------------------------------------------------------------------- |
| 16-11-2010                                                            | Aberdeen                                                              | Scozia                                                                | 3 – 0                                                                 | Fær Øer                                                               | Amichevole                                                            | -                                                                     | 57’ 81’                                                               |
| Totale                                                                |                                                                       | Presenze                                                              | 1                                                                     |                                                                       | Reti                                                                  | 0                                                                     |                                                                       |